# ヤマハ・SRX
ヤマハ・SRX（エスアールエックス）は、ヤマハ発動機が製造販売していたスノーモビルで、主に2サイクルエンジンを搭載した高性能シリーズ車種を指す。

## SRXシリーズ
SRXは、1998年に発売し、スノーモビルの上位機種として、開発（設計・デザイン）が行われた。
排気ガス等の環境規制の煽りを受けて、比較的短命に終わった機種である。（1998年～2002年迄製造販売）
製品が供給された主な市場は、北米・北欧・豪州であるが、並行輸入車として、ロシアにも供給された模様。

### SRX600
- 生産期間　1998年～1999年
  - B-TYPE（1998MODEL）

　SRX600
　SRX600S
- - C-TYPE（1999MODEL）

　SRX600

### SRX700
- 生産期間　1998年～2002年
  - B-TYPE（1998MODEL）

　SRX700
　SRX700S
- - C-TYPE（1999MODEL）

　SRX700
　SRX700S
- - D-TYPE（2000MODEL）

　SRX700
　SRX700S OHLINS
- - F-TYPE（2001MODEL）

　SRX700F
　SRX700SF
- - G-TYPE（2002MODEL）

　SRX700
　SRX700S

### 主要諸元（※700cc）
- エンジン：水冷2ストローククランクケースリードバルブ3気筒
- 排気量：600cc（700cc）
- 最高出力：N.A
- 最大トルク：N.A
- 全長：N.A
- 全幅：N.A
- 前高：N.A
- 重量：N.A
- フューエルタンク容量：N.A
- オイルタンク容量：N.A
- 排気デバイス：YPVS搭載